# Nowy Staw (gemeente)
De gemeente Nowy Staw is een stad- en landgemeente in het Poolse woiwodschap Pommeren, in powiat Malborski.
De gemeente bestaat uit 16 administratieve plaatsen solectwo: Brzózki (Bröske), Chlebówka (Brodsack), Dębina (Diebau), Kącik (Neuteicher Hinterfeld), Laski (Leske), Lipinka (Lindenau), Lubstowo (Lupushorst), Martąg (Irrgang), Mirowo (Mierau), Myszewo (Groß Mausdorf), Nidowo (Niedau), Pręgowo (Prangenau), Półmieście (Halbstadt), Świerki (Tannsee), Tralewo (Tralau), Trępnowy (Trampenau).
De zetel van de gemeente is in miasto Nowy Staw (Neuteich).
Op 30 juni 2004 telde de gemeente 7795 inwoners.

## Oppervlakte gegevens
In 2002 bedroeg de totale oppervlakte van gemeente Nowy Staw 114,38 km², waarvan:
- agrarisch gebied: 87%
- bossen: 1%

De gemeente beslaat 23,12% van de totale oppervlakte van de powiat.

## Demografie
Stand op 30 juni 2004:
| Omschrijving                   | Totaal | Totaal | Vrouwen | Vrouwen | Mannen | Mannen |
| ------------------------------ | ------ | ------ | ------- | ------- | ------ | ------ |
| eenheid                        | aantal | %      | aantal  | %       | aantal | %      |
| inwoners                       | 7795   | 100    | 3951    | 50,7    | 3844   | 49,3   |
| bevolkingsdichtheid (inw./km²) | 68,2   | 68,2   | 34,5    | 34,5    | 33,6   | 33,6   |

In 2002 bedroeg het gemiddelde inkomen per inwoner 1296,3 zł.

## Aangrenzende gemeenten
Lichnowy, Malbork, Nowy Dwór Gdański, Ostaszewo, Stare Pole